# Calle de Isidro Polo
La calle de Isidro Polo es una vía pública de la ciudad española de Valladolid.

## Descripción
La vía, que perteneció a la judería de Valladolid, nace del punto en el que la calle del Puente Mayor desemboca en la plaza de la Trinidad y discurre hasta llegar a la plaza de los Ciegos. Aparece descrita en Las calles de Valladolid de Juan Agapito y Revilla con las siguientes palabras:

Otra calle de las principales que fueron del barrio judío o «barrio nuevo», que constituía uno de los ejes de este con la calle actualmente de las Lecheras. El título provendría por residir en ella algún señor que se llamase Isidro Polo y fuera una de las personas más señaladas de la barriada cuando se dió nombre a sus calles. Conserva esta calle la antigua rotulación de azulejo del año 1770, semejante a la de la calle de Galera, puesta en una pared del convento de San Quirce, a la derecha de la entrada por la plazuela de la Trinidad.
(Agapito y Revilla, 1937, p. 230)